# Babfilm
Babfilm (wörtlich übersetzt Bohnenfilm) ist ein ungarischer Film aus dem Jahr 1975 von Ottó Foky, das Drehbuch schrieb József Nepp.
Der in Stop-Motion-Technik produzierte Trickfilm ist eine Art Parodie auf Science-Fiction-Filme. Ein außerirdisches silberfarbenes Metallhuhn betrachtet vom Weltraum aus das Leben auf einem Planeten. Zu sehen ist ein Miniaturbild der menschlichen Zivilisation, dargestellt durch anthropomorphisierte Bohnensamen in einer Welt, die aus Alltagsgegenständen wie Streichholzschachteln, Fischkonservendosen, Rasierern, Kämmen, Spiegeln oder Walnussschalen gefertigt wurde.
Der Film wurde mehrfach ausgezeichnet. So erhielt er 1976 den Silbernen Drachen beim internationalen Krakauer Kurzfilmfestival. Weiterhin wurde er 1978 in die engere Auswahl der für den Oscar nominierten animierten Kurzfilme aufgenommen.